# Helogale parvula
La mangusta nana comune (Helogale parvula Sundevall, 1847) è un mammifero carnivoro della famiglia degli Erpestidi.

## Descrizione
La mangusta nana comune è una mangusta tipica: ha una grande testa appuntita, orecchie piccole, coda lunga, zampe corte e lunghi artigli. La specie si può distinguere facilmente dalle altre manguste per le sue dimensioni. È molto più piccola della maggior parte delle altre specie (18–28 cm per 210-350 grammi); è, infatti, il più piccolo carnivoro africano. Il pelo soffice varia molto nel colore, andando dal rosso giallastro al marrone molto scuro.

## Distribuzione e habitat
La mangusta nana comune vive principalmente nelle praterie asciutte, nelle foreste aperte e nelle savane arbustive, fino ad altezze di 2000 metri. È comune soprattutto nelle aree con molti termitai, che costituiscono il luogo preferito per riposarsi. Evita le foreste fitte e i deserti. La mangusta nana comune si può trovare anche nei dintorni degli insediamenti umani e può divenire molto domestica. 

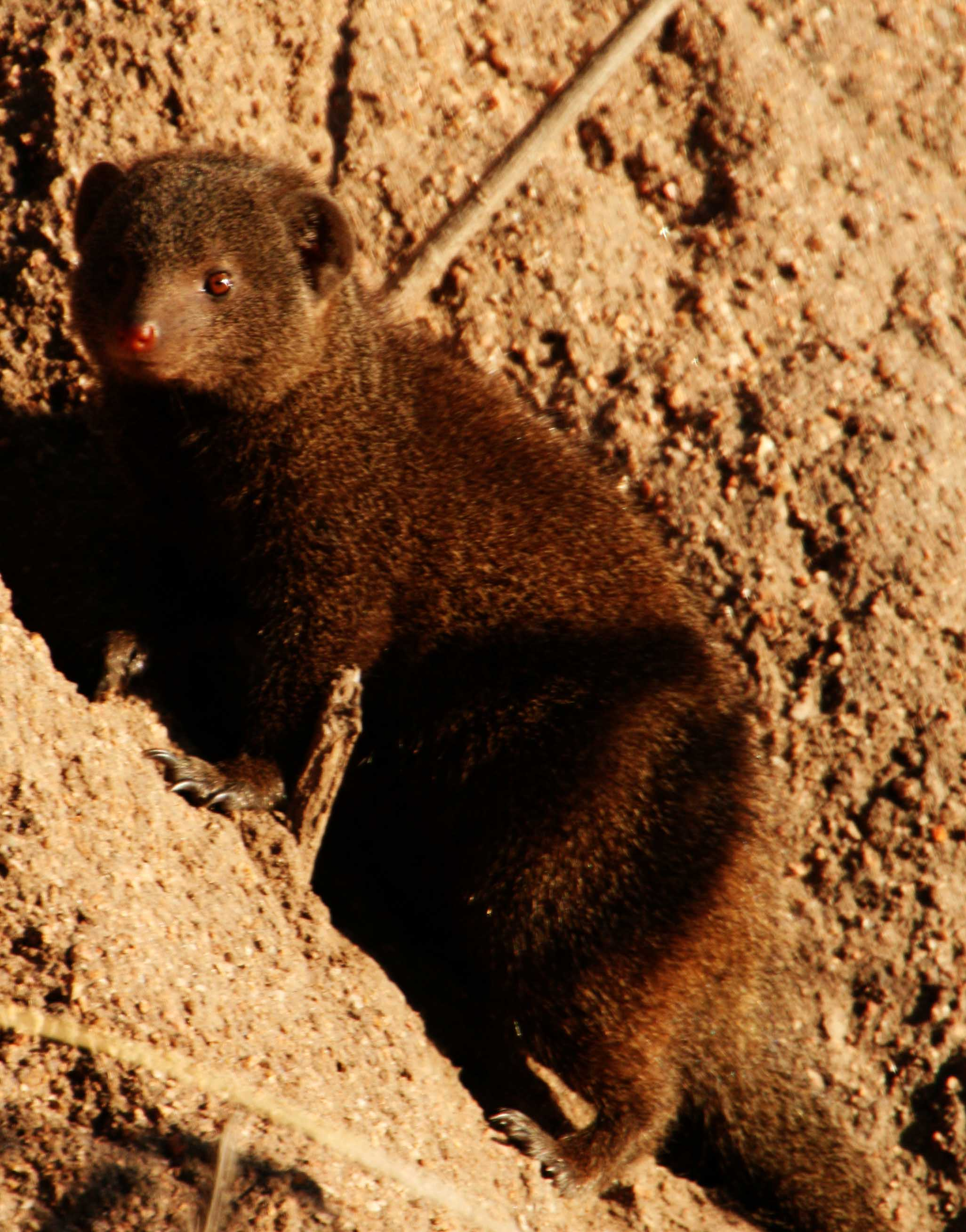
Una mangusta nana nella regione di Sabi Sands (Sudafrica).

 L'areale della specie si estende dall'Africa orientale a quella centro-meridionale, da Eritrea ed Etiopia fino a Transvaal e Sudafrica.

## Biologia
La mangusta nana comune è un animale diurno. È una specie sociale che vive in gruppi familiari composti da due a trenta esemplari. All'interno di ogni gruppo, guidato da una coppia dominante, vige una rigida gerarchia. Di solito la femmina dominante è la leader del gruppo. Tutti i membri della banda cooperano nell'allevamento dei piccoli e nel difendere il gruppo dagli attacchi dei predatori.
Le manguste nane sono territoriali ed ogni gruppo utilizza un'area di circa 30-60 ettari (a seconda del tipo di habitat). La notte dormono in termitai abbandonati, ma talvolta usano come tana mucchi di pietre, alberi cavi, ecc. Spesso i territori si sovrappongono leggermente e in questi casi possono scoppiare scontri tra i vari gruppi.
Generalmente, in ogni gruppo, solo la femmina dominante può accoppiarsi ed essa è la madre dell'80% dei piccoli nati nel branco. Se le condizioni sono favorevoli, anche le femmine subordinate possono accoppiarsi, ma i loro piccoli sopravvivono solo raramente. Dopo un periodo di gestazione di 53 giorni nascono 4-6 piccoli. Essi rimangono al sicuro nella tana (all'interno di un termitaio) per le prime 2-3 settimane. Normalmente uno o più membri del gruppo fanno da babysitter mentre il grosso della banda va in cerca di cibo. A partire dalle 4 settimane di età i piccoli iniziano ad accompagnare il gruppo.
Le manguste nane hanno sviluppato un rapporto mutualistico con i buceri: gli uccelli si uniscono alle manguste mentre queste vanno in cerca di cibo, avvertendole dell'arrivo di rapaci e di altri predatori.

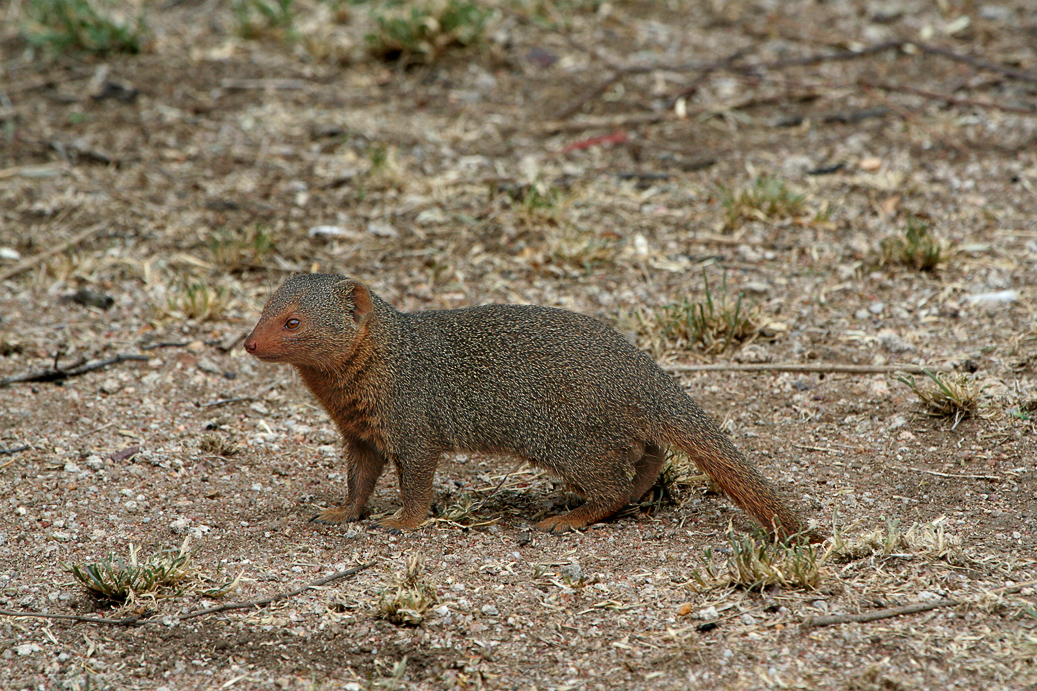
Mangusta nana comune.

### Alimentazione
La dieta della mangusta nana comune è costituita da insetti (soprattutto larve di coleotteri, termiti, cavallette e grilli), ragni, scorpioni, piccole lucertole, serpenti, piccoli uccelli e roditori; solo molto di rado questa specie integra la sua dieta con delle bacche.